# タリン歴史地区
タリン歴史地区（タリンれきしちく、Historic Center of Tallinn）は、エストニアの首都タリンの旧市街に残る歴史的遺産。1997年ユネスコの世界遺産（文化遺産）に登録された（ID822）。

## 概要
タリンの起源は、1219年にデンマーク王ヴァルデマー2世がエストニア人の要塞集落を占領し、そこに「トームペアと名付けた城塞を築いたことに始まる。
1285年にタリンはハンザ同盟に加わり、貿易港として発展。1346年にはデンマーク王ヴァルデマー4世が市をドイツ騎士団に売却したことから、以後20世紀に至るまで、経済的・文化的にバルト・ドイツ人の影響を強く受けることとなる。その後は1561年にスウェーデン領となり街は衰退、1710年にはロシア帝国領になった。
このような度重なる混乱や火災にもかかわらず、タリンには旧市街を取り囲む城壁と、ドイツ人商館や豪奢な公共建築、教会建築などの13〜18世紀の建造物が非常に良好な状態で残されており、それが世界遺産に登録される要因となった。
- 城壁の残る旧市街
- タリンの城壁
- トームペア城
- トームペアの丘
- 市庁舎
- 聖ニコラス教会
- アレクサンドル・ネフスキー教会
- 聖母マリア大聖堂
- 聖オーラフ教会
- 旧市街
- 旧市街
- アレクサンドル・ネフスキー教会と城壁